# سوء تغذية الكظرية وبيضاء الدماغ
سوء التغذية الكظرية وبيضاء الدماغ (بالإنجليزية: Adrenoleukodystrophy)‏ أيضا معروف بسوء التغذية الكظري وبيضاء الدماغ - المرتبط بالكروموسوم x، هو اضطراب جيني ثانوي يؤدي إلى تراكم الاحماض الدهنية. الذي يأثر بالدرجة الأولى على القشرة الكظرية والجهاز العصبي.
هذا المرض ينتج عن اختلال في الجسيم التأكسدي لأكسدة الحمض الدهني وتراكم سلسلة طويلة من الحمض الدهني (VLCFA)  في جميع الأنسجة. أكثر الأنسجة تأثراً هي الميالين، القشرة الكظرية، الجهازي العصبي المركزي وخلايا لايديغ البينية. تاثير المرض على الجهاز العصبي متباين، ممكن أن يصيب بالاتهاب المزيل للنخاعين (ALD الدماغي) أو تقدم بطيئ  بإصابة المحور العصبي الذي يؤثر على صعود وهبوط السبل للنخاع الشوكي.
كأي مرض مرتبط بالكرومسوم x، سوء التغذية الكظرية وبيضاء الدماغ  أكثر انتشار بالذكور، على كل حال، تقريبا 50% من الإناث الذين يمتلكون مغاير الزيجوت أظهرو بعض الأعراض في مراحلهِ المتقدمة.
سوء التغذية الكظرية وبيضاء الدماغ يحدث بسبب طفره في ABCD1  جين، وهو جين يقع على كرومسوم X، البروتين الناقل في غشاء الجسيم التأكسيدي. إلى الآن لا يعرف الالية الدقيقة للعديد من أشكال هذا المرض. الأشخاص المصابين  بسوء تغذية الكظرية وبيضاء الدماغ أظهروا أرتفاع في مستوى الأحماض الدهنية ذات السلسلة الطويل المشبعة وغير المتشعبة.
خيارات العلاج  لمرض سوء تغذية الكظرية وبيضاء الدماغ محدودة، يوجد علاج عن طريق إتباع حمية غذائية. إحدى أشكال هذا المرض التي تصيب الدماغ في الأطفال تعالج عن طريق نقل الخلايا الجذعية. العلاج الجيني  ممكن ان يكون خيارا لهذا المرض إذا إكتشفت في المراحل المبكرة. قصور الغده الكظرية تعالج بنجاح في المصابين.

## أعراض وعلامات مرض
سوء التغذية الكظرية وبيضاء الدماغ  يمكن أن يظهر بطرق مختلفة. فيوجد 7 من الأنماط الظاهرية في الذكور و 5 في الإناث. يمكن تقسيم النمط الظاهري إلى 4 مجموعات: الاتهاب الدماغي، اعتلال النخاع الكظري، الأديسون (القصور الكظري الأولي) وبدون أعراض ظاهرة.  الأعراض الأولية في الذكور المصابين بإحدى اشكال هذا المرض الذي يصيب الدماغ  يتضمن عدم إستقرار عاطفي، قصور الانتباه وفرط الحركة والسلوك التخريبي في المدرسة. المرضى الأكبر عمرا المصابين ب (ALD الدماغي) يظهروا أعراض مشابهة. (ALD الدماغي) غير المعالج  تتميز بإزالة الميالين تدرجيا يؤدي الي الحالة الإنباتية المستديمة والموت  الذكور البالغين المصابين باعتلال النخاع الكظري يظهرون أعراض أولية كتصلب العضلات، الشلل السفلي، والضعف الجنسي. جميع المرضى المصابين بسوء التغذية الكظرية وبيضاء الدماغ  معرضون لخطر الإصابة بقصور الغدة الكظرية. أنماط ظاهرية مختلفة لهذا المرض يمكن أن تحدث ضمن العائلة الواحد. بداية القصور الكظري هي غالبا العرض الأول من أعراض المرض حيث يظهر مبكرا في حدود السنتين من العمر.

### الطرز الشكلية لسوء التغذية الكظرية وبيضاء الدماغ  في الذكور
| الطراز الشكلي                   | الوصف                                                                                            | بداية الأصابة                                      | التكرار النسبي التقريبي                        |
| ------------------------------- | ------------------------------------------------------------------------------------------------ | -------------------------------------------------- | ---------------------------------------------- |
| النمط الدماغي للأطفال           | الأنخفاض التدريجي في التنكسي العصبي، الذي بدون علاج يؤدي إلي الحالة الإنباتية المستديمة          | عام 10-3                                           | 31-35%                                         |
| المراهقين                       | يشابه النمط الدماغي للاطفال لكنه ابطئ                                                            | عام 21-11                                          | 4-7 %                                          |
| الاعتلال النخاع الكظري          | تدريج في الاعتلال العصبي، الشلل السفلي، 40% يتطور إلي نمط الدماغي                                | عام 37-21                                          | 40-46%                                         |
| النمط الدماغي للبالغين          | الخرف، اضطرابات سلوكية، يشابه تطور النمط الدماغي لاطفال لكن بدون أن يسبق بالإعتلال النخاع الكظري | مرحله البلوغ                                       | 2-5%                                           |
| زيتوني جسري مخيخي               | يضمن الدماغ وجذع الدماغ                                                                          | من المراهقه إلى البلوغ                             | 1-2%                                           |
| الأديسون (القصور الكظري الأولي) | قصور الكظر                                                                                       | قبل 7.5 عام                                        | يصل ل 50% في الاطفال. ومتغير مع الاعمار الأخرى |
| وبدون أعراض ظاهرة               | لايوجد اعراض مرضية، لكن دراسة اظهرت وجود اعراض طفيفة قصور الكظر أو الاعتلال النخاع الكظري        | معظم الانوع الانماط الظاهرية للذكور اقل من 4 سنوات | تنخفض نسبة المرضى مع تقدم السن                 |

### الطرز الشكلية لسوء التغذية الكظرية وبيضاء الدماغ  في الإناث
| الطراز الشكلي                      | الوصف                                                             | بداية الإصابة                                    | التكرار النسبي التقريبي                |
| ---------------------------------- | ----------------------------------------------------------------- | ------------------------------------------------ | -------------------------------------- |
| بدون أعراض ظاهرة                   | لا يوجد إصابة عصبية أو بالغده الكظرية                             | معظم الإناث تحت سن ال 30 لا يتضمن اي إصابه عصبيه | يتناقص مع تقدم السن                    |
| اعتلال النخاغ المعتدل              | زيادة الرد الفعل للوتر، تغيرات الحسية للأطراف السفلية             | البالغين                                         | تقريا 50 % من النساء ما فوق ال 40 عاما |
| اعتلال النخاع من المعتدل إلى الحاد | تشابة الاعتلال النخاع الكظري في الذكور لكن تختلف في بداية الإصابة | البالغين                                         | تقريا 15 % من النساء ما فوق 40 عاما    |
| إصابة الدماغ                       | إصابة تدريجا بالخرف                                               | نادر بالاطفال لكن شائع بين البالغين              | 2%                                     |
| إصابة الغده الكظرية                | القصور بالغده الكظرية الأولية                                     | يصيب جميع الاعمار                                | 1%                                     |

## علم الوراثة
سبب سوء التغذية الكظرية وبيضاء الدماغ حدوث طفرة في جين ABCD1، الذي يقع على إكس كيو 27 هو الذي ويوضح الوراثة المتنحية المرتبطة بالكروموسوم x . ABCD1 جين هو مشفر لبروتين سوء تغذية الكظرية وبيضاء الدماغ (ALDP). ABCD1 هو مشفر للنواقل الغشائية في الجسيم التأكسدي المسؤول عن نقل ركيزة السلسلة الطويلة من الحمض الدهني إلى داخل الجسيم التأكسدي للتحلل. الطفرة في هذا الجين التي تأثر على هذه العملية هي التي تسبب سوء تغذية الكظرية وبيضاء الدماغ.
الذكور الذين يحملون طفرة في ABCD1 هم  فرداني الزيجوت، هذا لانهم يملكون كرومسوم x واحد. الإناث الحاملات لهذه الطفرة سوف يتجنبون المظاهر الخطيرة لهذا المرض، لكن لأعراض تظهر بالعادة في مراحل متقدمة من العمر. على الرغم من كشف طفرة في جين ABCD1 في الأشخاص المصابين بإحدى أشكال سوء التغذية الكظرية وبيضاء الدماغ لا يوجد علاقة بين النمط الشكلي والنمط الظاهري. ضمن العائلة الوحدة يوجد بالعادة أنماط ظاهرية مختلفه على الرغم من ظهور نفس الطفرة. لايوجد طفرة معروفة مشتركة بين المصابين، معظمها خاصة أو متعلقة بالعائلات. يوجد ما يقارب من 600 طفرة تم تعريفها في الأشخاص المصابين. حدوث طفرات جديدة في الاشخاص المصابين بسوء التغذية الكظرية وبيضاء الدماغ (ليس ورثيا، لكن عفويا) تشكل ما يقارب 4.1% من الإصابات

## طريقة تطور المرض
السبب الفعلي لمجموعة الأعراض المتنوعة الموجودة في مختلف الأنماط الظاهرية لسوء التغذية الكظرية وبيضاء الدماغ غير واضحة. المادة البيضاء، خلايا لايديغ البينية في الخصية والقشرة الكظرية هي أكثر الانظمة المصابة خطورة. فائض السلسلة الطويلة من الحمض الدهني يمكن أن يكشف في معظم الأنسجة في الجسم  بغض النظر عن موقع الأعراض. أفتقار لمرافق الانزيم A لا يسمح لسلسلة الطويلة من الحمض الدهني بالتحلل، تراكم هذا في المادة البيضاء، القشرة الكظرية والخصية خصوصا خلايا لايديغ البينية لاتسمح لهذه الأعضاء عن تعمل بشكل صحيح. العلاجات الناجحة بستخدم عملية زَوالُ المَيَالين التي تؤثر على دماغ إما بالخلايا الجذعية أو العلاج الجيني  لاترجع مستوى السلسلة الطويلة من الحمض الدهني إلى وضعها طبيعي مباشرة. هو غير واضح إذا كان تراكم السلسلة الطويلة من الحمض الدهني هو مرتبط بتطور المرض، أو فقط يمكن الأستفاده منه كدال على المرض 

## التشخيص
الأعراض السريرية لسوء التغذية الكظرية وبيضاء الدماغ تختلف أختلافات كبيرة، مما يجعل التشخيص صعبا. الشك السريري لسوء التغذية الكظرية وبيضاء الدماغ تكون نتيجة أعراض مختلفة تعتمد على النمط الظاهري للمرض حتى ضمن العائلة الواحدة أو حتى في التوأم. عندما يشك بالأصابة بسوء التغذية الكظرية وبيضاء الدماغ اعتماده على الأعراض السريرية، الفحص الأولي عادة يتضمن تحديد بلازما السلسلة الطويلة من الحمض الدهني بستخدام كروماتوغرافيا الغاز - مطياف الكتلة. تركيز السلسلة الطويلة من الحمض الدهني الغير مشبعة وخصوصا 26 سلسلة كربون مرتفعة بشكل ملحوظ في الذكورالمصابين سوء تغذية الكظرية وبيضاء الدماغ، حتى قبل الظهور الأعراض أخرى.   بعد النتائج الإجابية لفحص تحديد بلازما السلسلة الطويلة من الحمض الدهني  تأكيد بسوء تغذية الكظرية وبيضاء الدماغ يتضمن تحليل الوراثي لجزيئي الجين ABCD1. في الإناث حيث قياس بلازما السلسلة الطويلة من الحمض الدهني ليس قاطع، فيفضل استخدم التحليل الوراثي الجزيئي، خصوصا في الحالات التي تكون فيها الطفرة بالعائلة معروفة. على الرغم من التنوع الكبير للأنماظ الظاهرية السريرية في الذكور المصابين، تقيم  السلسلة الطويلة من الحمض الدهني في كل الذكور الذين يحملون طفره على ABCD1 جين. 

## طرق العلاج

### العلاج بالحمية الغذائية
المحاولات الأولية للعلاج بالحمية الغذائية الشخاص المصابين بسوء تغذية الكظرية وبيضاء الدماغ يتضمن تقيد الكمية المتناولة  من السلسلة الطويلة من الحمض الدهني. الحمية الغذائية ليست المصدر الوحيد للسلسلة الطويلة من الحمض الدهني، هو أيضا يتم تصنيعها داخليا. الحمية الغذائية الصارمة لا تأثر على مستوى تركيز السلسلة الطويلة من الحمض الدهني في البلازما والأنسجة الجسم الأخرى. بعد أدراك أن التصنيع الداخلي هو مساهم مهم في مستوى السلسلة الطويلة من الحمض الدهني في الجسم. انتقلت الجهود العلاج بالحمية الغذائية إلى تثبيط  مسارات بناء السلسلة الطويلة من الحمض الدهني في الجسم. والدي لورينزو أودون، هو طفل مصاب بسوء تغذية الكظرية وبيضاء الدماغ، قامو بجهود كبيره في تطوير علاج بالحمية الغذائية لإبطاء  تقدم المرض. فقد عملو على تطوير خليط من الاحماض الدهنية الغير مشبعة المعروفة بزيت لورينزو التي تعمل على تثبيط علمية استطالة الأحماض الدهنية في الجسم. وجدوا أن تكملة الغذائية بزيت لورينزو يؤدي إلي إعادة مستوى تركيز السلسلة الطويلة من الحمض الدهني للوضع طبيعي، على الرغم من علاج المظاهر الدماغية للمرض لاتزال مثيرة للجدل وغير ومثبتة تجارب العلاج بستخدم زيت لورينزو اثبت انهم لا يوقف الأعتلال العصبي أو يحسن عمل القشرة الكظرية.

### العلاج بالزراعة
بينما العلاج بالحمية الغذائية أظهرت فاعلية في إعادة مستوى السلسلة الطويلة من الحمض الدهني للوضع طبيعي، العلاج بزراعة الخلايا الجذعية هو العلاج الوحيد الذي يستطيع أن يوقف عملية إزالة الميالين التي تعتبر كعلامة على الشكل الدماغي من المرض. حتى تكون عملية الزراعة فعالة يجب أن تتم في مرحلة مبكرة من المرض، إذا عملية إزالة الميالين كانت متقدمة، عملية الزراعة قد تزيد الوضع سوء، تزيد سرعة إزالة الميالين.  عملية الزراعة كانت فعالة في علاج إزالة الميالين، لكن لمرضى لم يظهرو تحسن في عمل القشرة الكظرية 

### العلاج الجيني
للمرضى الذين لايعثرون على مطابق مناسب لعملية الزراعة، هناك  ابحاث لاستخدام العلاج الجيني.  يتم اختيار الناقل المناسب وتعديله  لينتج النمط البري لجين ABCD1 ، الذي يتم نقله للمريض بنفس الطريقة التي تتم فيها زرع الخلايا الجذعية. العلاج الجيني تم تجربته على عدد قليل من المرضى معظمهم في فرنسا. هولاء المرضى تم اخضاعهم للعلاج الجيني بعد تأكد من عدم وجود مستضد الكريات البيضاء البشرية متطابقة الأجراء عملية الزراعة التقليدية. في حالتين أبلغ عنهما، العلاج الجيني كان ناجح، تحسن في عملية إزالة الميالين لمدة عامين. على الرغم من ان العلاج الجيني اظهر نجاحا في الأعراض العصبية، إلى أن مستوى بناء السلسلة الطويلة من الحمض الدهني بقية مرتفعة.

### قصور القشرة الكظرية
علاج قصور القشرة الكظرية الذي يصاحب أي نمط ظاهري لسوء تغذية الكظرية وبيضاء الدماغ في الذكور لا يعالج أي من الأعراض المختصة في الأعتلال العصبي. الهرومنات البديلة هي علاج أساسي للأشخاص المصابين لسوء تغذية الكظرية وبيضاء الدماغ  الذين يعانون من اعراض القصور القشرة الكظرية.

## روابط خارجية
- ALD Connect
- ALD Life
- European Leukodystrophy Foundation
- Fight ALD
- March of Dimes Foundation
- United Leukodystrophy Foundation
- سوء تغذية الكظرية وبيضاء الدماغ على مشروع الدليل المفتوح
- adrenoleukodystrophy على موقع المعهد الوطني للاضطرابات العصبية والسكتة الدماغية (NINDS)
- Images of ALD at جامعة الخدمات المنظمة للعلوم الصحية
- Adrenoleukodystrophy at المركز الوطني لمعلومات التقانة الحيوية